# 毛多乔
毛多乔，是匈牙利托尔瑙州所辖的一个村，总面积43.33平方公里，总人口1898，人口密度43.8人/平方公里（2010年1月1日）。